# Petrotilapia chrysos
Petrotilapia chrysos is een straalvinnige vissensoort uit de familie van de cichliden (Cichlidae). De wetenschappelijke naam van de soort is voor het eerst geldig gepubliceerd in 1996 door Stauffer & van Snik.